# Geoscypha
Geoscypha (Cooke) Lambotte – rodzaj grzybów z rodziny kustrzebkowatych (Pezizaceae).

## Charakterystyka
Askokarp typu apotecjum. Jest skórzaste, krążkowate lub nieco kubkowate, fioletowe. Workiz wieczkiem, 8-zarodnikowe, z wierzchołkiem intensywnie niebieszczejącym w odczynniku Melzera, z pastorałkami. Wstawki zawierają brązowy lub fioletowobrązowy pigment. Askospory gładkie lub z pojedynczymi brodawkami, dwoma gutulami, z wyjątkiem G. violacea, gdzie krople mogą być widoczne tylko u młodych zarodników.
Grzyby saprotroficzne, często rosnące na spaleniskach.

## Systematyka i nazewnictwo
Pozycja w klasyfikacji według Index Fungorum: Pezizaceae, Pezizales, Pezizomycetidae, Pezizomycetes, Pezizomycotina, Ascomycota, Fungi.
Gatunki:
- Geoscypha ampelina (Gillet) Van Vooren & Dougoud 2020
- Geoscypha montana Van Vooren 2021
- Geoscypha tenacella (Sacc.) Van Vooren 2020
- Geoscypha violacea (Pers.) Lambotte 1887 – tzw. kustrzebka fioletowawa

Wykaz gatunków i nazwy naukowe według Index Fungorum. Pominięto taksony niepewne. Nazwa polska według M.A. Chmiel
W Polsce występuje Geoscypha violacea (podana jako Peziza violacea).